# 古典学
古典学（こてんがく）とは、古典を研究する学問。主としてテクストの確定、比較、解釈が行われる。
一般に西洋古典学の意で用いられるが、西洋以外の「古典学」の呼称も散見される。

## 種類と歴史

### 日本古典
日本における古典研究は、古くから存在する。例えば仙覚は、当時の主要伝本によって『万葉集』を校合し、用字法を整理して全ての歌に訓を付した『萬葉集註釈』を著した。また、多くの勅撰集に作品が選ばれるなど歌人として活躍した藤原定家は、『古今和歌集』『源氏物語』『土佐日記』などの古典文学作品の注釈や書写に注力し、アクセント高低等による意識的な仮名の書き分けを行った。
とりわけ江戸時代において、日本における古典研究は契沖以降、国学の一分野として高い客観性・実証性を備えるようになる。また、「古典」という漢語的表現を避けて、専ら「ふるきふみ」や「ふることぶみ」などの和語的表現を使用するようにもなった。

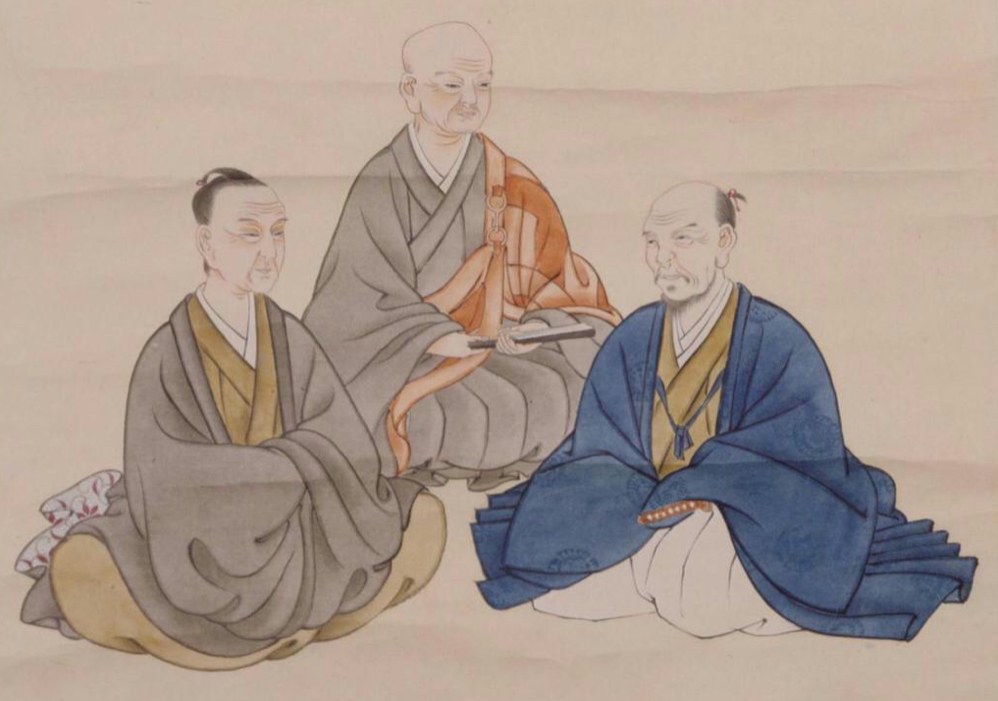
国学の三哲
左から本居宣長、契沖、賀茂真淵。

契沖は『万葉代匠記』を通じて、文献を博捜して規則性を見出すことにつとめ、多くの現象を指摘した。仮名遣いについて詳細に観察を行い、古代は語ごとに仮名遣いが決まっていたことを明らかにした『和字正濫鈔』は、いわゆる歴史的仮名遣に端緒を開いた。この他にも『古今和歌集』『伊勢物語』『百人一首』などの研究も深めた。それらに一貫する基本的な方法論について契沖は、「古典の理解にあたっては現在の価値観を読み込むのではなく、書かれた当時の時代を明らかにすべき」と説き、それによって古典の文章の意味を宗教的教義や道徳的教戒へと牽強付会する従来の解釈も排した。また、先行する文献や近しい時代の文献の用例を参照して、日本における古典言語を読解する方法を示したほか、後世の解釈を無批判に受け入れることを戒めている。
こうした契沖の精神を受容して国学の骨組みを作ったのが荷田春満である。春満は契沖の学術的成果をいち早く受容し、「古言に依拠して古典を理解することで古道を明らかにする」という指向性を持っており、門人たちにもその重要性を説いた。この思想から国学を強固なものにしたのが、春満門下の賀茂真淵である。真淵は『万葉集』を中心とした古代歌謡研究の成果として、『冠辞考』や『万葉考』などを著したが、それに際して『古事記』や『日本書紀』などの古代文献における古語を根拠とし、後世の解釈を排して表記された漢字の意味に囚われずに語義を考えることによって、それまでに理解が困難であった日本における古典言語の姿を理解しようとした。古語研究に関する考え方や原理を述べた『語意考』には、「日本語は他国の言語よりも優秀である」という真淵の認識が色濃く反映されており、文字言語よりも音声言語を第一義とする真淵の言語観が垣間見える。
真淵は多方面にわたって優秀な門人を輩出しており、その門流は「県居派」や「県門」等と称された。いずれも日本における古典研究に功績を残している。例えば加藤千蔭と村田春海を双璧とする「江戸派」の国学者たちは、和歌・和文の面で優れた作品を残したことにより、近世後期における雅の文化を創り上げた。また、楫取魚彦は『古言梯』において、『古事記』『日本書紀』『万葉集』などの古典のみならず、新たな資料として『新撰字鏡』などを出典として証例を挙げながら、契沖が『和字正濫鈔』で掲出していない語の仮名遣いを示し、日本における古典言語を明らかにしようとした。
同じく真淵門下である本居宣長も、日本における古典研究に大きな功績がある。例えば『古事記』の注釈がほとんどなかった中で著した『古事記伝』は、その完成度の高さと文献実証主義の実践が評価され、『古事記』が古伝説を記した書物の筆頭に躍り出た。また、閉鎖的かつ因襲的な伝統を重んじる「古今伝授」について、これを徹底的に批判する立場は絶対に崩さなかったが、『古今和歌集』そのものには尊重する立場を取り続け、門弟への和歌指導のために『古今和歌集』の会読を計4回にわたって行い、それが『古今集遠鏡』として結実した。そんな『古今和歌集』に比べて、少なくとも近世中期までは必ずしも研究が進んでいるとは言えなかった『新古今和歌集』について、宣長は「最も優れた歌集」と考えており、『美濃の家づと』を著した。また『源氏物語』について宣長は、「和文を執筆するための実用書として意味がある」として、『紫文要領』や『源氏物語玉の小櫛』などを著している。この他に日本における古典言語の研究としては、「上代特殊仮名遣の発見」「字余りの法則の発見」「係り結びの法則の発見」などの功績が取り上げられる。
こうした宣長の成果は、いずれも集積された用例という客観的証拠に基づいた帰納的方法論によるものであるが、この方法論は宣長の独創ではなく、契沖などから学ぶところが大きいけれども、表記研究のみならず文法研究などにも拡大したところが重要である。後に宣長の方法論は、主として彼の弟子筋に継承された。日本における古典言語の研究においては、字音研究では石塚龍麿が発展させ、文法研究では鈴木朖のほか、実子の本居春庭が展開している。

### 中国古典
いわゆる四書五経は、儒教の経書の中で特に重要とされ、多くの注釈書が出現した。例えば『論語』について、魏の何晏らの『論語集解』は、先人の解釈を引用して経学的要素を排除し、『論語』の本文から読み取れる一般的な意味を示した。これに基づいて梁の皇侃が『論語義疏』を作り、さらに北宋の時代には官製の注釈書として『論語正義』が作られた。また、南宋にて朱子学が勃興すると、『論語』はより重要な地位を担うことになり、朱熹は『論語集注』において新たな解釈を施した。明において王陽明が陽明学をおこしたが、『論語』に注釈を施すよりも1つの範型にして生きることを説いた。清の考証学の時代には、劉宝楠の『論語正義』など、実証的な観点による解釈が試みられた。
日本では伊藤仁斎『論語古義』、荻生徂徠『論語徴』などの『論語』の注釈が書かれた。